# A.C. Josephus Jitta
Abraham Carel Josephus Jitta (Amsterdam, 1 oktober 1887 – Den Haag, 20 februari 1958) was een Nederlands rechtsgeleerde. In dat vak was hij hoogleraar aan de Technische Hogeschool Delft.

## Leven en werk
Jitta werd in Amsterdam geboren als zoon van prof. mr. dr. Daniel Josephus Jitta en Carolina Frederika Wertheim. Hij was van Joodse afkomst. Hij heeft aan de TU Delft en de Universiteit van Amsterdam gestudeerd, hier behaalde hij zijn Mr. titel. Van 1929 tot 1936 fungeerde hij als hoofdredacteur van De Groene Amsterdammer en van 1937 tot 1957 was hij hoogleraar staats- en administratief recht aan de Technische Hogeschool in Delft. Vanaf het najaar van 1940 werden Joden door de Duitse bezetter uit overheidsdienst geschorst, zo ook Josephus Jitta.
Op 23 november 1940 kwamen veel studenten naar zijn college, in de verwachting dat het zijn afscheidscollege zou worden. Er hing slechts een bordje, dat het college niet doorging. Dit was de kiem van de Delftse studentenstaking.
Na de oorlog werd hij een prominent vertegenwoordiger van het neoliberalisme in Nederland, als lid van zowel het Comité Burgerrecht als de Mont Pèlerin Society. In 1950 organiseerde hij een vergadering van dit laatste genootschap te Bloemendaal.
Hij is gemeenteraadslid in Den Haag geweest en actief als Rijksbemiddelaar.
Josephus Jitta overleed op 70-jarige leeftijd in 1958 in Den Haag. Zijn boekenbezit is geschonken aan de bibliotheek van de TU Delft.
- Bibliothèque nationale de France: cb111805951 (data)
- Digitale Bibliotheek voor de Nederlandse Letteren: jose008
- Gemeinsame Normdatei: 102319456
- International Standard Name Identifier: 0000 0000 7828 9191
- Library of Congress Control Number: no2007102522
- Nederlandse Thesaurus van Auteursnamen: 071756531
- Trove: 1491580
- Virtual International Authority File: 66256483
- WorldCat: E39PBJwmWr7p7Jtf37Qxqp8V4q